# Macleay River
Der Macleay River ist ein Fluss im Nordosten des australischen Bundesstaates New South Wales.

## Geografie
Er entsteht unterhalb des Blue Nobby Mountain im Oxley-Wild-Rivers-Nationalpark aus dem Zusammenfluss von Gara River und Salisbury Waters im nördlichen Tafelland von New South Wales. Von dort fließt er zunächst nach Osten und dann nach Südosten bis zur Stadt Kempsey. Dort wendet er seinen Lauf nach Nordosten und mündet bei Smoky Cape in die Trial Bay, eine Bucht der Tasmansee.

### Nebenflüsse mit Mündungshöhen
Der Fluss hat folgende Nebenflüsse:
- Gara River – 388 m
- Salisbury Waters – 388 m
- Bakers Creek – 353 m
- Blue Mountains Creek – 261 m
- Chandler River – 209 m
- Apsley River – 191 m
- Kunderang Brook – 178 m
- Top Creek – 145 m
- Sunday Creek – 137 m
- Georges Creek – 137 m
- Dyke River – 137 m
- Carrols Creek – 132 m
- Felters Creek – 112 m
- Lagoon Creek – 97 m
- Five Day Creek – 97 m
- Stockyard Creek – 93 m
- Mackenzies Creek – 74 m
- Nulla Nulla Creek – 60 m
- Wabro Brook – 42 m
- Parrabel Creek – 38 m
- Oaky Creek – 34 m
- Hickeys Creek – 31 m
- Munga Creek – 29 m
- Dungay Creek – 5 m
- Christmas Creek – 1 m
- Macleay Arm – 0 m

## Geschichte
Die Schluchten des Macleay River und des Apsley River waren das Siedlungsgebiet des Aboriginesstammes der Dunghutti, dessen Nachfahren heute hauptsächlich am Unterlauf des Macleay River leben. Auf den Terrassen über den Schluchten fand man Reste alter Lagerstätten dieser Aborigines.
John Oxley erfasste 1820 nicht vollständig das Potential dieses Flusses, da er ihn nicht weit genug hinauffuhr, um die großartigen Wälder und das fruchtbare Land zu sehen. Er erwähnte den Fluss beiläufig als New River aus Beschreibungen der Aborigines. 1826 erreichte Captain Wright die Flussufer über Land von Port Macquarie aus und erforschte den Fluss bis zu den Belgrave Falls, Wasserfällen etwas westlich des heutigen Kempsey. Bis dorthin war der Fluss von Meer aus schiffbar. Von da an nannte man den Fluss Wrights River. Im Jahr darauf sandte Archibald Clunes Innes, Kommandant der Siedlung Port Macquarie, die erste offizielle Gruppe von Holzfällern in das Gebiet, um Rote Zedern (Toona ciliata) zu schneiden.
In den 1830er-Jahren entstanden weitere Holzfällerlager am Macleay River, wo auch viele Sträflinge beschäftigt wurden. Um 1841 arbeiteten etwa 200 Holzfäller in der Gegend; Gewaltverbrechen und Holzdiebstahl waren nichts Ungewöhnliches. Die Nachfrage und der Preis des Holzes sanken 1842, sodass der Holzeinschlag entlang des Macleay River fast eingestellt, aber an den Oberläufen seiner Nebenflüsse fortgesetzt wurde.
Als die Europäer in den 1820er-Jahren in der Gegend eintrafen, lag die Flussmündung etwas südlich von Grassy Head und war fast eine Meile (1,6 km) breit mit einer Sandbank in der Mitte. Die Kleinstadt Stuarts Point wurde am Fluss kurz vor der Mündung als Hafen zum Anlegen der Schiffe gegründet.
Das Gebiet vom heutigen South West Rocks bis nach Grassy Head (heute z. T. Yarriabini-Nationalpark) ist ein breites Delta mit etlichen Kanälen, die mit dem Fluss verbunden sind. Um 1885 empfahl John Coode Verbesserungen an verschiedenen Flüssen und Häfen in Australien, darunter auch für den Macleay River. Das Department of Public Works entwickelte vier Pläne zur Verbesserung der Verhältnisse an der Flussmündung; John Coode favorisierte die Version der Verbesserung der existierenden Flussmündung. 1893 erweiterte eine Flut die Mündung bei South West Rocks und so entschieden die Behörden, diese Mündung – genannt New Entrance – auszubauen, obwohl Coode dachte, ihre Größe würde nicht ausreichen, all das Wasser des Gebietes ins Meer abzuführen.
Die Arbeiten an der Mündung begannen im April 1896. Man begradigte den Kanal und baute Uferbefestigungen. 1902 wurde eine neue Lotsenstation gebaut, um die die Siedlung South West Rocks entstand. 1906 waren die Arbeiten abgeschlossen. Die alte Mündung ist heute verlandet, Stuarts Point liegt am Sackende des Macleay Arm.
Der Fluss wurde Wrights River, Trial River, New River oder Macleay River genannt, erhielt dann aber offiziell den Namen Macleay River zu Ehren von Innes Schwiegervater Alexander Macleay, einem in Schottland geborenen Wissenschaftler und Kolonialsekretär der Kolonie New South Wales.

## Wasserführung und Fischerei
Der Macleay River überflutet häufiger die Gegend um Kempsey. Dabei richtet er gelegentlich großen Schaden an. Bei Hochwasser gilt er als zweitschnellst fließender Fluss der Welt. Zu diesen Zeiten können sich über 200 Mio. m³ Wasser im Fluss befinden. Wegen seiner vielen Schluchten und Wasserfälle gilt der Fluss als sehr gefährlich.
Am Oberlauf des Flusses finden sich einige der besten Fanggründe für Barsche im Land.